# ديون بورتون
ديون جون بورتون (بالإنجليزية: Deon John Burton)‏ (مواليد 25 أكتوبر 1976 في ريدنج) لاعب كرة قدم جامايكي دولي يجيد اللعب في خط الهجوم . يلعب حاليا لصالح نادي غابالا الأذربيجاني منذ 2010 .

## روابط خارجية
- ديون بورتون على موقع الاتحاد الدولي (مؤرشف)  (الإنجليزية)
- ديون بورتون على موقع قاعدة بيانات كرة القدم.إي يو (الإنجليزية)
- ديون بورتون على موقع ناشيونال فوتبول تيمز (الإنجليزية)
- ديون بورتون على موقع Soccerbase.com (لاعب) (الإنجليزية)
- ديون بورتون على موقع Soccerway.com (الإنجليزية)
- ديون بورتون على موقع عالم كرة القدم.نت (الإنجليزية)
- ديون بورتون على موقع كووورة